# 李立 (水浒传)
李立，小说《水浒传》中人物，浔阳江边揭阳岭人，在浔阳江上经营酒店，为当地一霸。李立誤以為宋江是普通酒客而將其下藥迷昏準備殺人奪財，幸亏李俊及时赶到阻止。宋江因题反诗而被官府捉拿入狱，李立夥同揭阳眾人與梁山好汉一起救出宋江，上了梁山。上山后李立和王定六一起负责北山酒店。受招安后，在征讨方腊中，攻清溪时身负重伤，医治不痊而死。

## 影视形象
- 1983年山东版《水浒》：赵兵
- 2011年版《水浒传》：吕原田